# Paleh
Paleh (ruski: Па́лех) je "naselje gradskog tipa" u Rusiji, u Ivanovskoj oblasti.
Nalazi se na istočnoj obali rječice Pjuleha, 30 km istočno od željezničke postaje Šuja (na liniji Vladimir - Ivanovo).
Upravno je sjedište Paleškog rajona.
Broj stanovnika: 5.700 (2005.)
Prometni mu je značaj što se nalazi na križanju cestovnih prometnica što vode od Ivanova i Šuje na zapadu prema Pestjacima i Nižnjem Novgorodu na istoku, te prema Juži i Vjaznikima na jugu. 
Na cesti od Šuje prema Pestjacima, Paleh je jedini značajniji veći gradić.
U naselju se nalazi tvornica za preradu lana, mljekara, umjetnička škola, .
Jedan je od središta pučke umjetnosti (minijature, ikonopisi).